# المغربة (مدينة حجة)

تعديل مصدري - تعديل

المغربة هي إحدى قرى عزلة قدم بمديرية مدينة حجة التابعة لمحافظة حجة، بلغ تعداد سكانها 382 نسمة حسب تعداد اليمن لعام 2004.